# Ионизирующее излучение
Ионизи́рующее излуче́ние (неточный синоним с более широким значением — радиа́ция) — потоки фотонов и других элементарных частиц или атомных ядер, способные ионизировать вещество.
К  ионизирующему излучению не относятся видимый свет и ультрафиолетовое излучение, которые в отдельных случаях могут ионизировать вещество. Инфракрасное излучение и излучение радиодиапазонов не являются ионизирующими, поскольку их энергии недостаточно для ионизации атомов и молекул в основном состоянии.

## История
Краски с использованием урановых и других радиоактивных материалов применялись еще задолго до начала нашей эры, но испускаемое ими ионизирующее излучение было так незначительно, что его не могли заметить.
Первым обнаруженным видом ионизирующего излучения стали катодные лучи (потоки электронов, ускоряемых в вакуумной трубке высоким напряжением), открытые в 1860-х годах. Затем были открыты рентгеновские лучи (Вильгельм Рентген, 1895). В 1896 году Анри Беккерель обнаружил ещё один вид ионизирующего излучения — невидимые лучи, испускаемые ураном, проходящие сквозь плотное непрозрачное вещество и засвечивающие фотоэмульсию (в современной терминологии — гамма-излучение). В результате дальнейшего исследования явления радиоактивности было обнаружено (Эрнест Резерфорд, 1899), что в результате радиоактивного распада испускаются альфа-, бета- и гамма-лучи, различающиеся по ряду свойств, в частности, по электрическому заряду. Впоследствии были обнаружены и другие виды ионизирующей радиации, возникающие при радиоактивном распаде ядер: позитроны, конверсионные и оже-электроны, нейтроны, протоны, осколки деления, кластеры (лёгкие ядра, испускаемые при кластерном распаде). В 1911—1912 годах были открыты космические лучи.

## Природа ионизирующего излучения
Наиболее значимы следующие типы ионизирующего излучения:
- Коротковолновое электромагнитное излучение (поток фотонов высоких энергий):
  - рентгеновское излучение;
  - гамма-излучение.
- Потоки частиц:
  - бета-частиц (электронов и позитронов);
  - нейтронов;
  - протонов, мюонов и других элементарных частиц;
  - ионов, в том числе альфа-частиц, осколков деления (возникающих при делении ядер), кластеров (лёгких ядер, испускаемых при кластерном распаде).